# Impatiens formosa
Impatiens formosa är en balsaminväxtart som beskrevs av Joseph Dalton Hooker. Impatiens formosa ingår i släktet balsaminer, och familjen balsaminväxter. Inga underarter finns listade i Catalogue of Life.